# Rosa tianschanica
Rosa tianschanica es una especie de planta del género Rosa, de la familia Rosaceae.

## Taxonomía
Rosa tianschanica fue descrita por Juz. en 1945.

## Distribución
Se encuentra en el territorio de Kirguistán.